# Pobrđe (Banja Luka)
Pour les articles homonymes, voir Pobrđe.

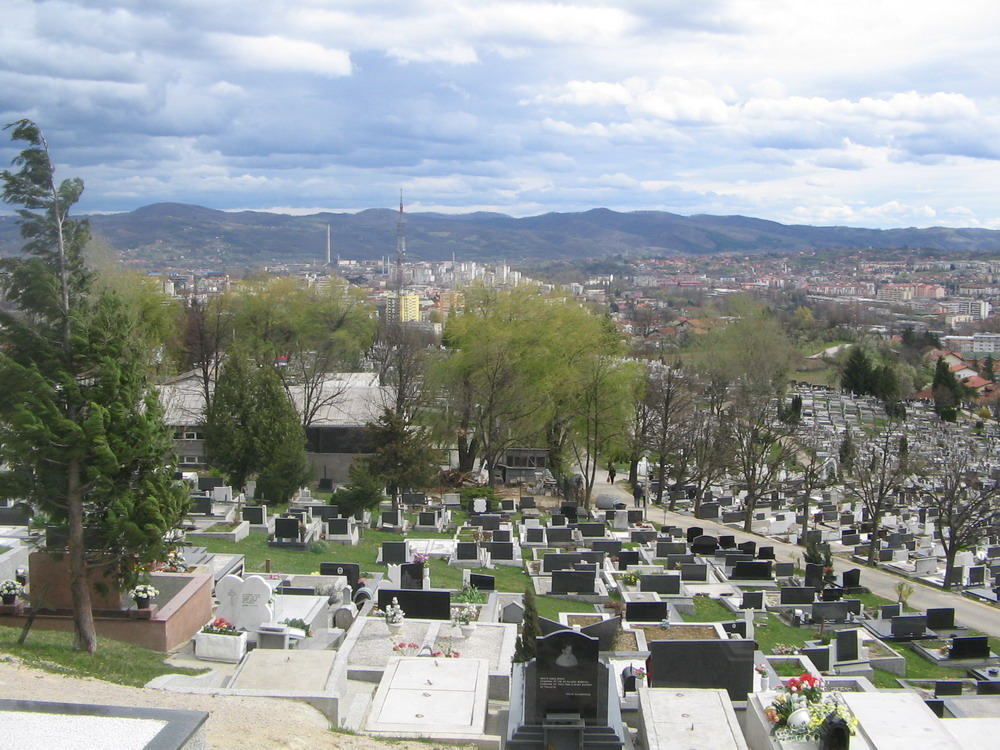
Le nouveau cimetière

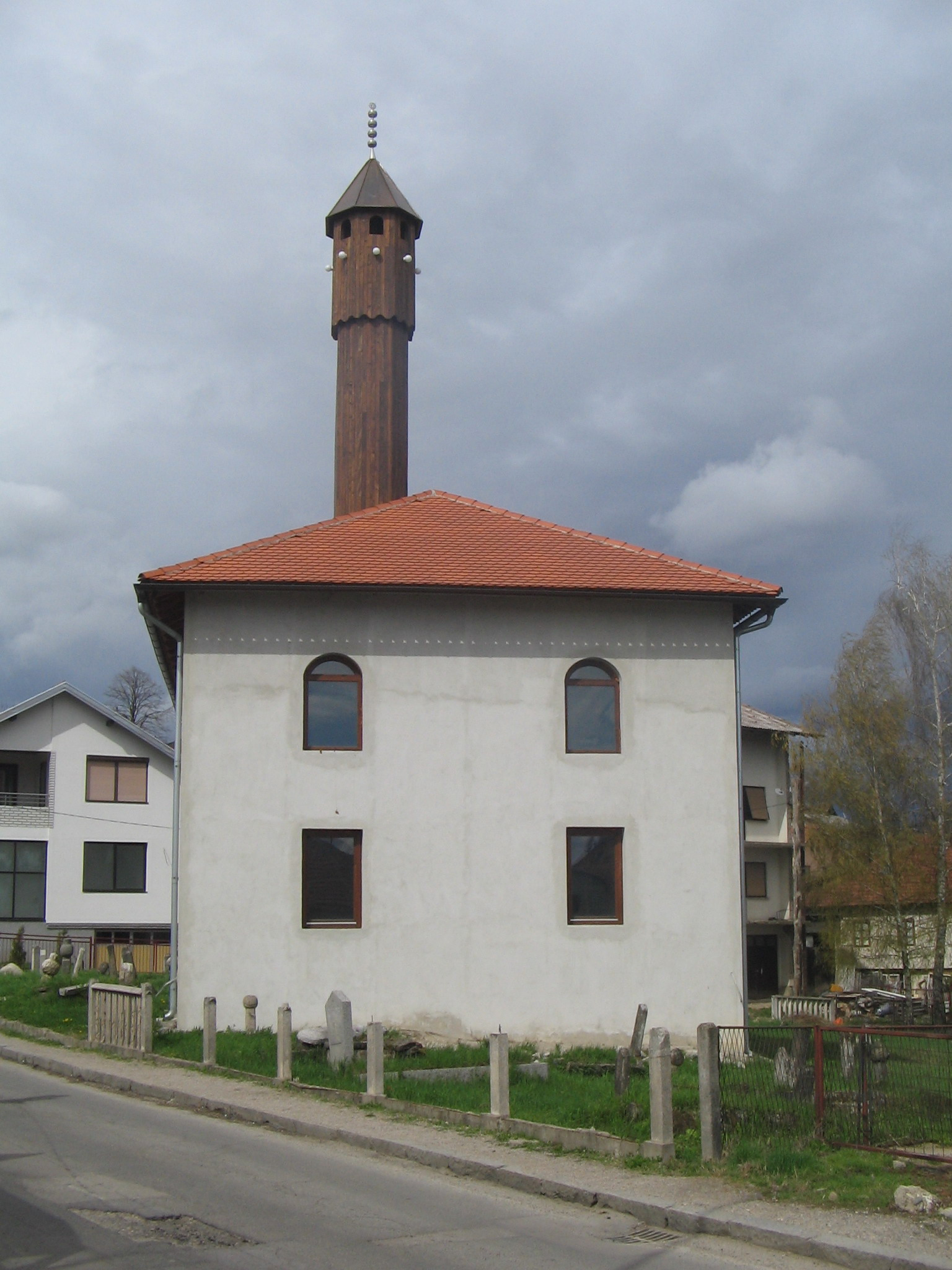
La mosquée de Hadži Osman-bey

Pobrđe (en serbe cyrillique : Побрђе), est un quartier de Banja Luka en Bosnie-Herzégovine. Au recensement de 1991, il comptait 2 565 habitants, dont une majorité de Serbes.

## Caractéristiques
Le Nouveau cimetière (novo groblje) de Banja Luka se trouve dans le quartier de Pobrđe, ainsi que la mosquée de Hadži Osman-bey construite entre 1580 et 1616.

## Démographie
Au recensement de 1991, la population de la communauté locale de Pobrđe se répartissait de la manière suivante :